# Down (gruppo musicale)
I Down sono un supergruppo statunitense formatosi nel 1991 a New Orleans da componenti delle band heavy metal Pantera, Corrosion of Conformity, Crowbar e Eyehategod.

## Storia del gruppo

### Le origini (1991-1994)
La prima formazione della band, al 1991, comprendeva Phil Anselmo (voce, Pantera), Pepper Keenan (chitarra, Corrosion of Conformity), Kirk Windstein (chitarra, Crowbar) e Jimmy Bower (batteria, Crowbar e Eyehategod). I quattro avevano in comune l'amore per i Black Sabbath, per il doom metal, per l'hardcore punk e per la loro città, New Orleans. A essi si aggiungerà successivamente il bassista Todd Strange (Crowbar).

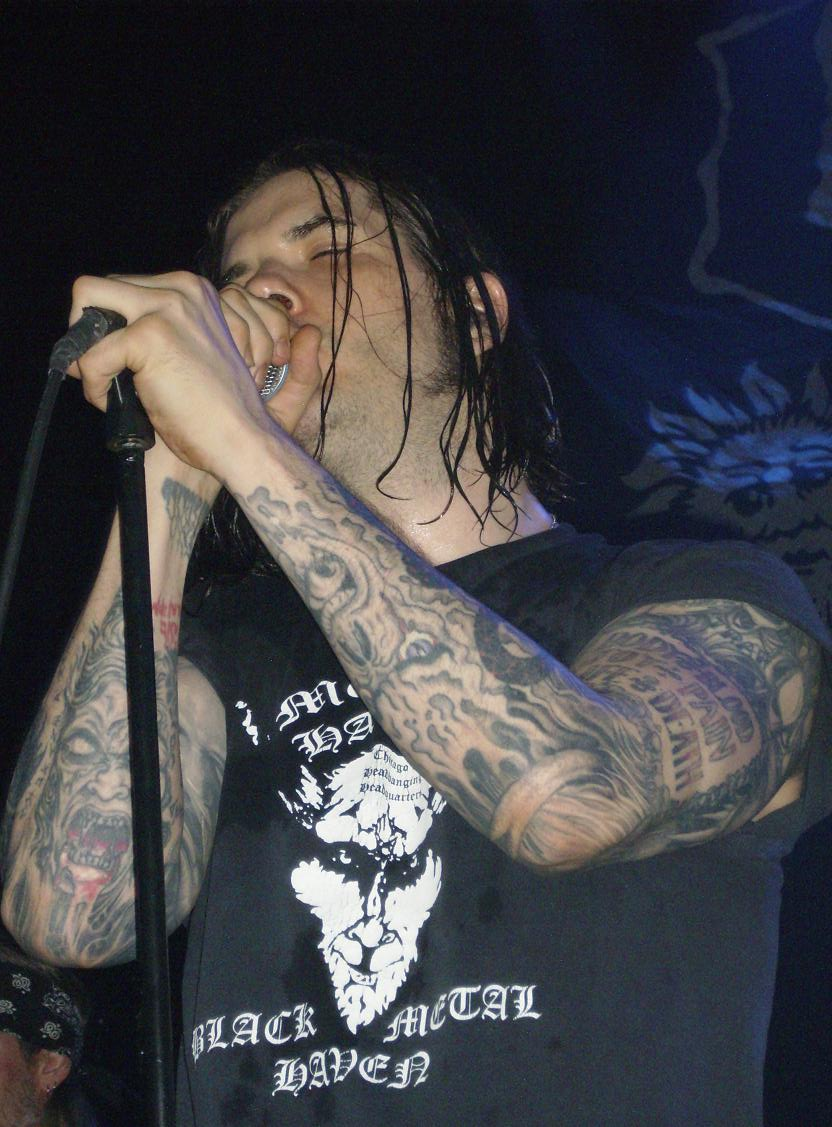
Phil Anselmo, cantante dal 1991 dei Down

Dalle prime jam nate quasi per caso, i cinque si trovarono a scrivere riff e melodie che stavano piano piano prendendo corpo in canzoni vere e proprie. Un primo demo venne registrato in cassetta e iniziò a circolare quasi clandestinamente; sul nastro non c'erano scritti i nomi dei componenti e questo contribuì ad alimentare la nascita di piccole leggende al riguardo. Pepper Keenan ha dichiarato, per esempio, che gli capitò di vedere, durante un concerto dei Corrosion of Conformity in Scandinavia, un ragazzo con un cartello con il logo dei Down e la scritta "So chi siete".

### Il primo albumNOLA(1995-2001)
A seguire il demo fu l'album NOLA, nel 1995. Registrato presso gli Ultrasonic Studios di New Orleans, fu prodotto dagli stessi Down con Matt Thomas. I tredici brani dell'album sono un misto tra riff sabbathiani, sonorità sudiste mutuate da gruppi come i Lynyrd Skynyrd, e digressioni acid rock. Le diverse influenze dei componenti apportano elementi stoner e sludge, rendendo quindi il sound dei Down un mix assolutamente unico. Le tematiche variano tra inni alla marijuana (Hail The Leaf, Bury Me in Smoke) e argomenti intimi come le delusioni e la rabbia (Stone the Crow); i testi furono tutti scritti da Phil Anselmo, con uno stile che ricorda quello che è poi comparso sull'album The Great Southern Trendkill dei Pantera (1996).
Il disco, senza alcuna promozione, senza nessun tour (fino al 2002 i Down avevano all'attivo solamente tredici concerti) e grazie solo al passaparola dei fan, vendette quasi cinquecentomila copie, una cifra che nemmeno i protagonisti avevano immaginato. A produrre un tale successo sono stati quindi i fan, che si sono occupati di spargere il più possibile la voce; un pubblico così accanito non poteva non essere amato e riconosciuto dalla band, che ha quindi coniato il nome "Brotherhood of Eternal Sleep", accorciato in "BROES" (fratelli).
Dopo una breve serie di concerti, il gruppo si prese in una lunga pausa, dovuta agli impegni dei componenti nelle rispettive band. L'unico avvenimento degno di nota fu l'ingresso, nel 1999, di Rex Brown (basso, Pantera), che sostituì Todd Strange. Brown è originario del Texas e spezzò così la presenza di soli nativi di New Orleans nella band.

### A Bustle in Your Hedgerow(2002-2005)
Nel 2002 i Down tornarono finalmente a far parlare di sé, semplicemente pubblicando il secondo disco. I cinque musicisti si rinchiusero per due settimane in un granaio all'interno di una proprietà di Phil Anselmo, nel sud della Louisiana. Il novello studio di registrazione venne battezzato Nodferatu's Lair e diventò la sede per infinite jam session e per la nascita di Down II: A Bustle in Your Hedgerow. Il titolo dell'album è tratto da un verso di Stairway to Heaven dei Led Zeppelin e rende bene l'idea di quali saranno le atmosfere del nuovo lavoro: più melodia, arrangiamenti più curati (compresa la comparsa di un organo Hammond in Stained Glass Cross) e la voce di Anselmo a tessere melodie disperate.
A seguito della pubblicazione, partì il primo tour della band, che toccò diverse città degli Stati Uniti e del Canada durante il 2002. Una volta concluso il tour, il gruppo tornò di nuovo inattivo e diversi avvenimenti fecero pensare a uno sciogliemento definitivo. In particolare le condizioni fisiche di Anselmo, minate da droghe e gravi problemi alla spina dorsale e la morte di Dimebag Darrell, chitarrista dei Pantera, avvenuta per mano di un folle che gli sparò sul palco l'8 dicembre 2004, sembrano porre la parola "fine" all'avventura dei Down. Anselmo è infatti devastato dalla morte del proprio amico e afferma in un comunicato rilasciato nei giorni dopo la strage che non ha intenzione di tornare sulle scene per un certo periodo.

### Over the Under(2006-2010)

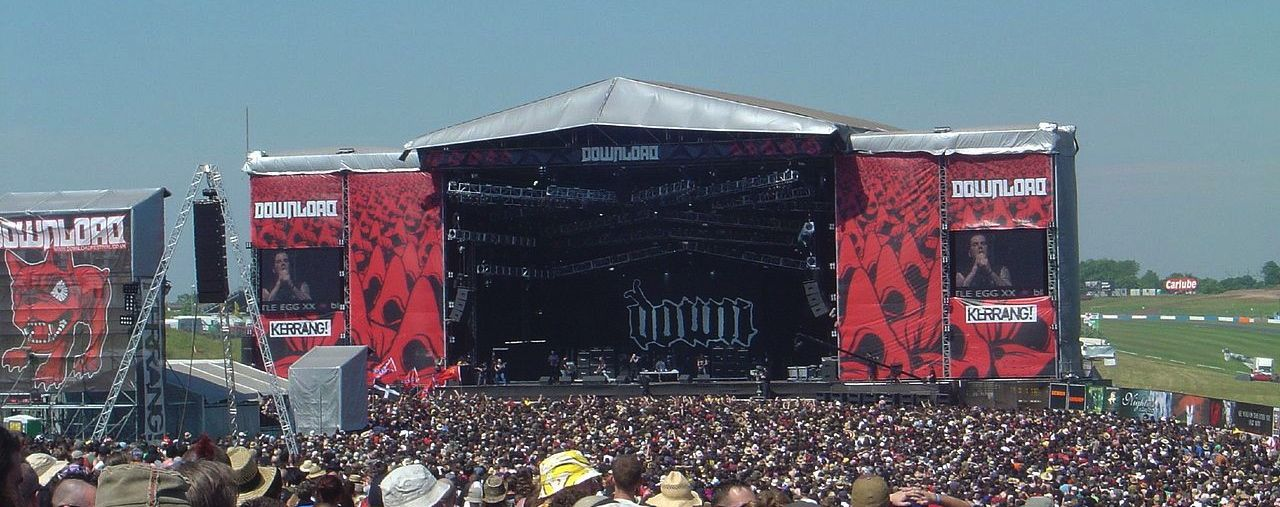
I Down al Download Festival del 2006

A metà del 2006 la band annunciò di aver ripreso a lavorare insieme ad un nuovo disco. Nei mesi di maggio e giugno dello stesso anno i Down organizzarono un tour in Europa, che toccò Germania, Inghilterra, Irlanda, Francia, la Scandinavia e anche l'Italia. Una volta tornati in patria, i Down cominciarono a lavorare alla stesura del nuovo album. Nei primi mesi del 2007 parteciparono come supporto al tour canadese degli Heaven & Hell; dopo appena un concerto la band è stata costretta a cancellare alcune date a causa della perdita della voce da parte di Anselmo. Per la prima volta nella sua carriera, il cantante è costretto a saltare delle esibizioni. Rientrati da questo tour, i Down hanno continuato le lavorazioni del disco, per poi ripartire per l'Australia, ancora una volta di supporto agli Heaven & Hell. Il 25 settembre del 2007 è uscito il terzo lavoro della band statunitense, dal titolo Down III: Over the Under. Tutti gli ultimi mesi del 2007 sono stati occupati da un lungo tour nordamericano. Il gruppo è tornato in Europa nel 2008, in varie tappe che hanno toccato anche l'Italia il 22 aprile all'Alcatraz di Milano, e il 22 luglio all'Arena Parco Nord di Bologna, dove i Down hanno tenuto un concerto insieme a The Sword e Metallica. Nel 2009 hanno partecipato al Gods of Metal insieme a Slipknot, Blind Guardian, Carcass ed altri. Nell'ottobre 2010, è stato pubblicato l'album dal vivo Diary of a Mad Band, che documenta il tour europeo del 2006 con performance dal vivo e immagini dietro le quinte.

### Down IVe la pausa (2011-2018)
Secondo le dichiarazioni rilasciate nel 2011 dal chitarrista Pepper Keenan, la band è rientrata in studio per lavorare al quarto album. Intanto, nelle esibizioni dal vivo il bassista Rex Brown viene sostituito da Patrick Bruders in quanto «impegnato in altri affari», come spiegato da Keenan. Il 22 giugno viene annunciata l'entrata ufficiale nella band di Bruders, e che Brown non farà più ritorno nella formazione dei Down. Il gruppo decide di pubblicare in due differenti periodi il nuovo album, ed è così che gli EP Down IV - Part I: The Purple EP e Down IV - Part II vengono rispettivamente pubblicati nel 2012 e nel 2014. Nel periodo intercorrente tra le registrazioni per il primo e per il secondo EP, il chitarrista Kirk Windstein esce dal gruppo, venendo sostituito da Bobby Landgraf. Il gruppo entrerà in un periodo di pausa dopo il 2016, data la volontà dei componenti del gruppo di dedicarsi ognuno ai propri progetti sia da solisti che con le rispettive band di provenienza. Nel 2018 Anselmo dichiara che i Down torneranno sicuramente a comporre un nuovo album, ma non durante l'anno.

### Il ritorno di Kirk Windstein, nuovi progetti (2019-presente)
Nel dicembre 2019 Kirk Windstein fa il suo ritorno nei Down per prendere parte ai prossimi festival estivi, in celebrazione del venticinquesimo anniversario dell'uscita del loro album di debutto NOLA. Nonostante gli spettacoli verranno cancellati in seguito alla pandemia di COVID-19, Windstein dichiara di essere "tornato a far parte del gruppo al 99,9%". Nell'agosto 2021 il gruppo torna a suonare insieme per la prima volta dopo anni durante un livestream, e annuncia una manciata di date negli Stati Uniti nel 2022 per poter finalmente festeggiare l'anniversario di NOLA. Windstein conferma inoltre, nel febbraio 2022, che la band ha intenzione di realizzare un EP di otto cover "oscure", ma che deve ancora trovare l'occasione di riunirsi e registrarlo.

## Formazione

### Formazione attuale
- Phil Anselmo - voce (1991-presente)
- Pepper Keenan - chitarra (1991-presente)
- Kirk Windstein - chitarra (1991-2013, 2019-presente)
- Jimmy Bower - batteria (1991-presente)
- Patrick Bruders - basso (2011-presente)

### Ex componenti
- Bobby Landgraf - chitarra (2013-2019)
- Todd Strange - basso (1994-1999)
- Rex Brown - basso (1998-2011)

### Turnisti
- Danny Theriot - basso (2009)

@ Hellfest 2013
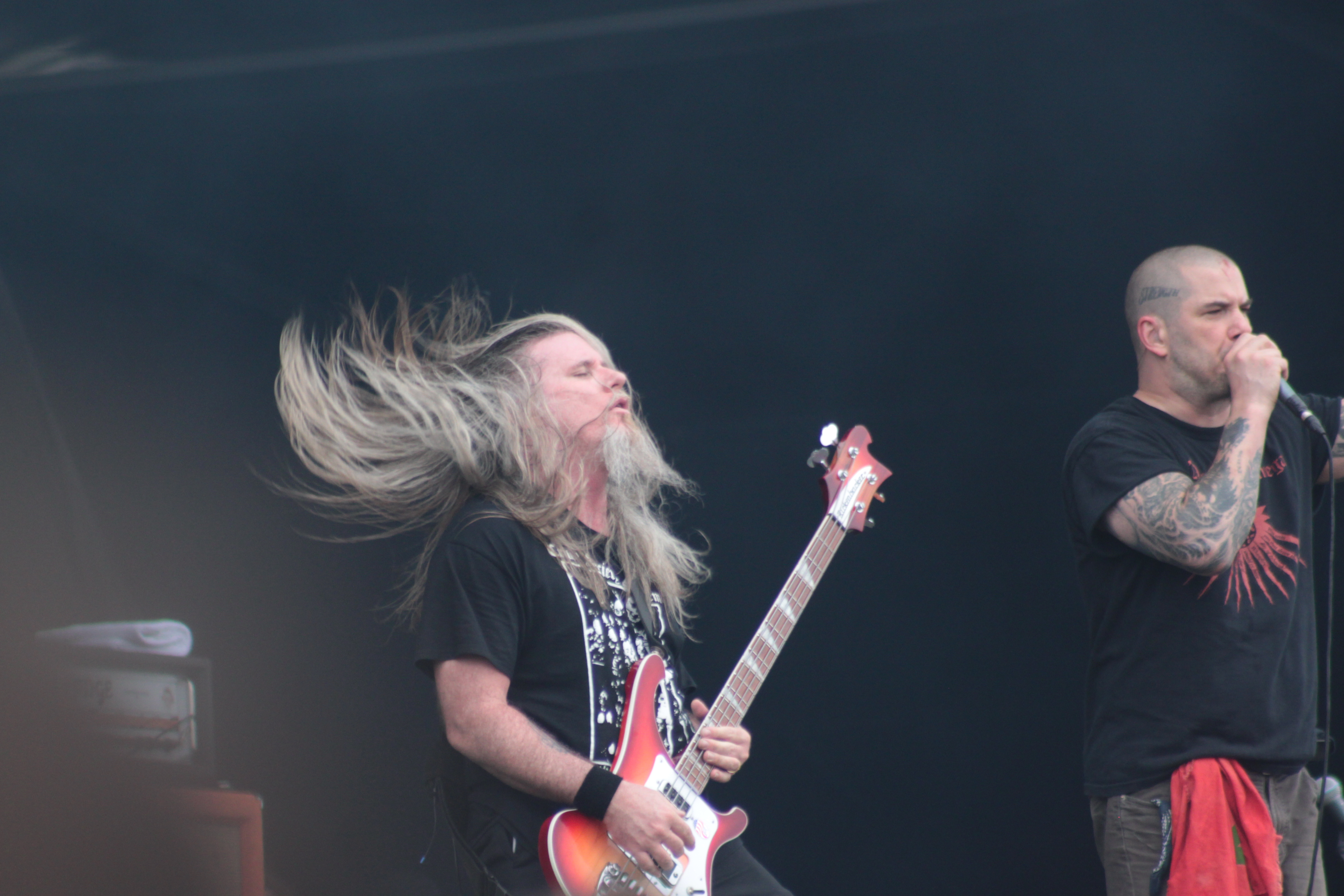
Patrick Bruders e Phil Anselmo
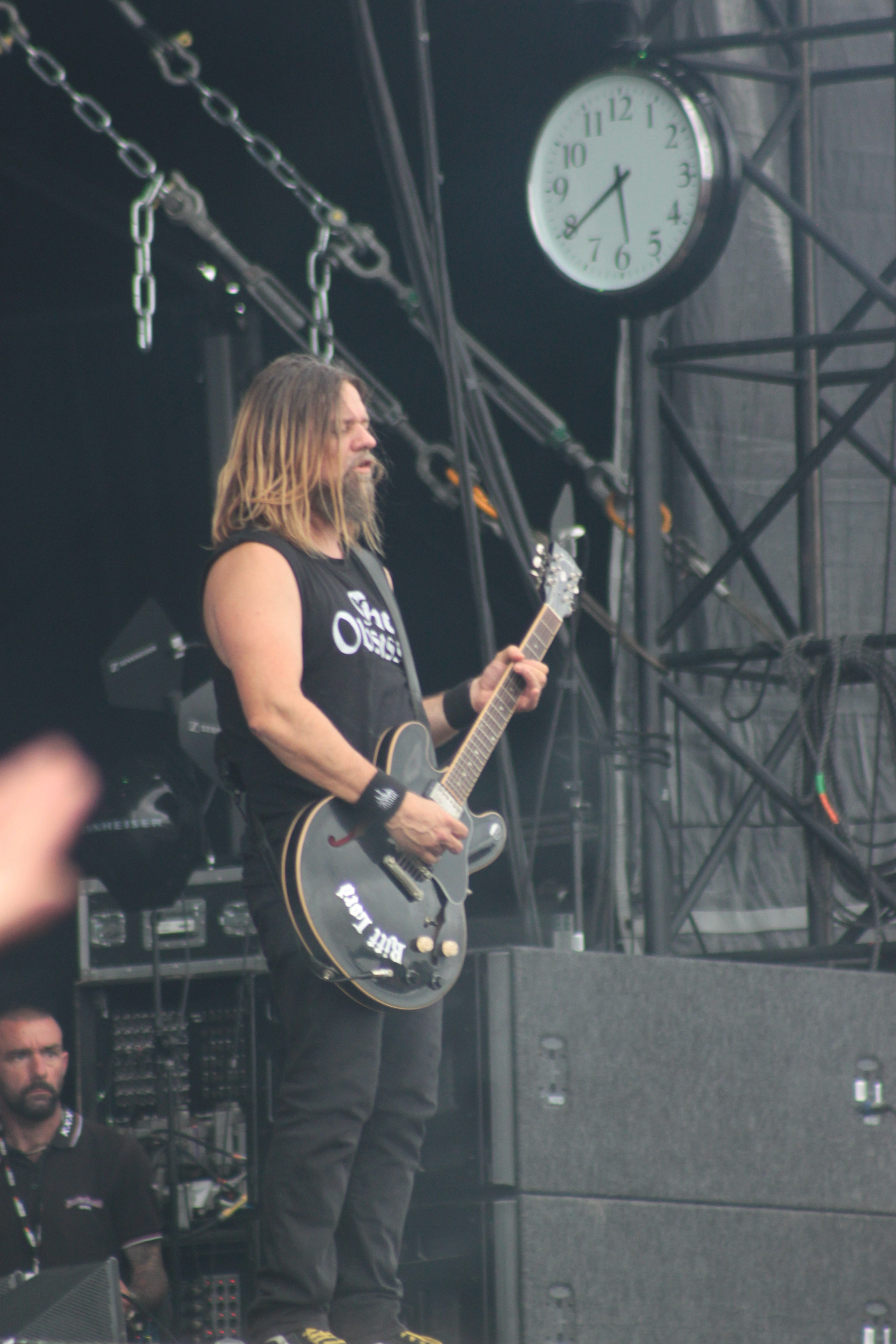
Pepper Keenan
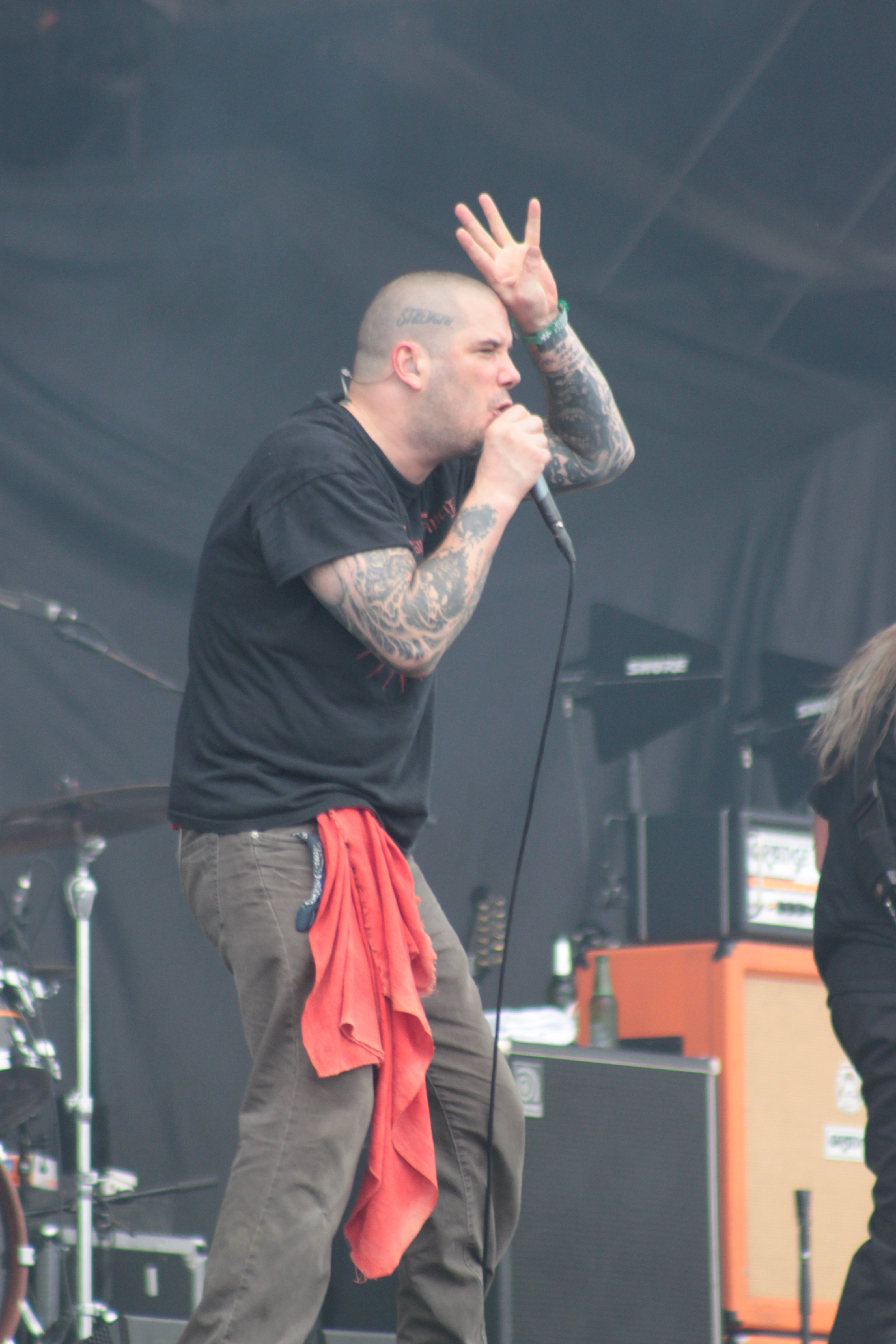
Phil Anselmo
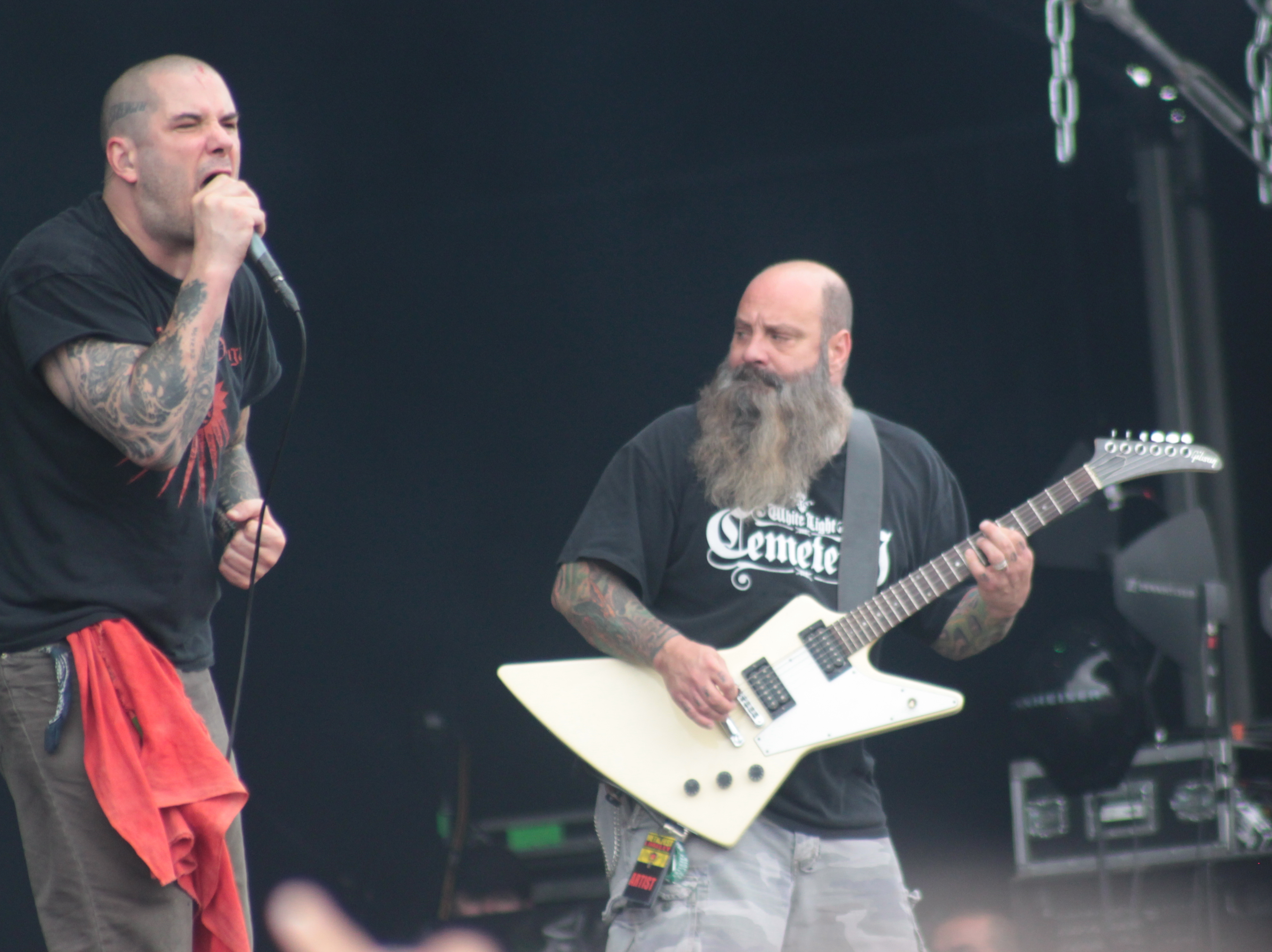
Phil Anselmo e Kirk Windstein

## Discografia

### Album di studio
- 1995 - NOLA
- 2002 - Down II: A Bustle in Your Hedgerow
- 2007 - Down III: Over the Under

### Album dal vivo
- 2010 - Diary of a Mad Band

### Raccolte
- 2020 - Stone the Crow

### EP
- 2012 - Down IV - Part I: The Purple EP
- 2014 - Down IV - Part II

### Singoli
- 1995 - Lifer
- 1995 - Stone the Crow
- 1995 - Temptations Wings
- 1996 - Bury Me in Smoke
- 2002 - Beautifully Depressed
- 2002 - Ghosts Along the Mississippi
- 2007 - On March the Saints
- 2007 - I Scream
- 2008 - Mourn
- 2008 - N.O.D.
- 2012 - Witchtripper
- 2014 - We Knew Him Well
- 2015 - Conjure